# Jiří Holík
Jiří Holík (ur. 9 lipca 1944 w mieście Německý Brod) – czeski hokeista reprezentujący Czechosłowację, grający na pozycji lewoskrzydłowego, wielokrotny medalista zimowych igrzysk olimpijskich, mistrzostw świata i mistrzostw Europy.

## Kariera reprezentacyjna
Przez wiele lat występował w reprezentacji Czechosłowacji w hokeju na lodzie. Zdobył z nią dwa srebrne medale olimpijskie w Grenoble (1968) i Innsbrucku (1976) oraz dwa brązowe w Innsbrucku (1964) i Sapporo (1972). 
Był mistrzem świata w 1972, 1976 i 1977, wicemistrzem w 1965, 1966, 1971, 1974 i 1975 oraz brązowym medalistą w 1969, 1970 i 1973.
Jest światowym rekordzistą pod względem liczby zdobytych medali olimpijskich (cztery, wraz z nim Rosjanie Igor Krawczuk i Władisław Trietjak).
Jest rekordzistą występów w reprezentacji Czechosłowacji – 319 meczów.
Jego starszy brat Jaroslav był również znanym hokeistą, mistrzem świata i brązowym medalistą olimpijskim. Obaj bracia zwykle grali w jednej trójce ataku.

### Statystyka reprezentacyjna
| Rok                    | Drużyna        | Zawody    | M  | B | A  | P  | K  |
| ---------------------- | -------------- | --------- | -- | - | -- | -- | -- |
| 1964                   | Czechosłowacja | ZIO/MŚ/ME | 7  | 3 | 3  | 6  | 0  |
| 1965                   | Czechosłowacja | MŚ/ME     | 7  | 1 | 1  | 2  | 4  |
| 1966                   | Czechosłowacja | MŚ/ME     | 7  | 4 | 1  | 5  | 2  |
| 1968                   | Czechosłowacja | ZIO/MŚ/ME | 7  | 1 | 1  | 2  | 4  |
| 1969                   | Czechosłowacja | MŚ/ME     | 9  | 4 | 4  | 8  | 4  |
| 1970                   | Czechosłowacja | MŚ/ME     | 9  | 4 | 3  | 7  | 4  |
| 1971                   | Czechosłowacja | MŚ/ME     | 10 | 3 | 5  | 8  | 4  |
| 1972                   | Czechosłowacja | ZIO       |    |   |    |    |    |
| 1972                   | Czechosłowacja | MŚ/ME     | 10 | 8 | 1  | 9  | 26 |
| 1973                   | Czechosłowacja | MŚ/ME     | 10 | 5 | 10 | 15 | 23 |
| 1974                   | Czechosłowacja | MŚ/ME     | 10 | 5 | 5  | 10 | 46 |
| 1975                   | Czechosłowacja | MŚ/ME     |    |   |    |    |    |
| 1976                   | Czechosłowacja | ZIO       |    |   |    |    |    |
| 1976                   | Czechosłowacja | MŚ/ME     | 10 | 7 | 5  | 12 | 2  |
| 1976                   | Czechosłowacja | CC        | 5  | 0 | 2  | 2  | 0  |
| 1977                   | Czechosłowacja | MŚ/ME     | 10 | 4 | 3  | 7  | 2  |
| Reprezentacja seniorów |                |           |    |   |    |    |    |

- M - Mecze
- B - Bramki
- A - Asysty
- P - Punkty
- K - Kary

## Kariera klubowa
- HC Havlíčkův Brod (1952-1963)
- HC Dukla Jihlava (1963-1978)
- Starbulls Rosenheim (1978-1980)
- WAT Stadlau (1980-1981)
- Wiener EV (1984-1985)

Jiří Holík był mistrzem Czechosłowacji w latach 1967-1972 i 1974.

## Wyróżnienia
- Galeria Sławy IIHF: 1999
- Galeria Sławy czeskiego hokeja na lodzie: 2008
- Medal Za Zasługi I stopnia: 2022[4]